# Microtropesa campbelli
Microtropesa campbelli là một loài ruồi trong họ Tachinidae.